# 王度 (景泰進士)
王度（1407年—？），字洪量，江西吉安府吉水縣人，民籍，明朝政治人物。同進士出身。

## 生平
江西鄉試第八名。景泰五年（1454年）甲戌科會試第三百三十八名，殿試登進士第三甲第二百零七名。

## 家族
曾祖父王所安。祖父王子通。父亲王嘉謀。